# Acid Violet 17
C.I. Acid Violet 17 ist ein Säurefarbstoff aus der Gruppe der Triphenylmethanfarbstoffe. 

## Verwendung
Acid Violet 17 kommt in unterschiedlichen Anwendungsbereichen, beispielsweise in der Textilindustrie, der Biochemie und der Medizin, zum Einsatz.
In der Biochemie wird der Farbstoff zum Anfärben von Proteinen bei der Polyacrylamid-Gelelektrophorese benutzt. 
Die Eigenschaft, sich spezifisch an bestimmte Proteine zu binden, wird auch in der Medizin genutzt. Um Gewebe gezielt zu markieren und für die Gewebeentnahme voneinander unterscheidbar zu machen (z. B. in der Katarakt-, Hornhaut oder Netzhautchirurgie) kommen seit der Jahrtausendwende Triphenylmethanfarbstoffe wie Coomassie-Brillant-Blau, Bromphenolblau, Patentblau V oder Kristallviolett in der Chirurgie zum Einsatz. Auch Tumordiagnosen oder die Behandlung von Hautpilzen (fungizide Wirkung von Kristallviolett) wurden beschrieben.

## Name
Der ursprüngliche Handelsname des als Wollfarbstoffes entwickelten Produkts war Coomassie-Brillant-Violett. Der Name stammt von der afrikanischen Stadt Kumasi in Ghana und wurde zur Erinnerung an die britische Besetzung der damaligen Aschanti-Hauptstadt Coomassie – heute Kumasi – im Jahr 1896 gewählt. Coomassie war ursprünglich eine registrierte Marke der Imperial Chemical Industries.